# Pegomya simplex
Pegomya simplex este o specie de muște din genul Pegomya, familia Anthomyiidae, descrisă de Griffiths în anul 1982.
Este endemică în Florida. Conform Catalogue of Life specia Pegomya simplex nu are subspecii cunoscute.